# Östra Weidynastin
Östra Weidynastin (东魏; Dōng Wèi) var en dynasti som styrde nordöstra Kina från 534 till 550.
Östra Weidynastin regerade över östra delen av föregående Norra Weis territorium, vilket motsvarar dagens Shanxi, Shandong, Henan och Hebei. Östra Weidynastin styrdes från Ye (邺), nära dagens Anyang. Dynastin grundades av Yuan Shanjian (元善见), som var son till en av prinsarna från Norra Wei, och styrde dynastin som Kejsar Xiaojing av Östra Wei (东魏孝静帝). 550 övertogs makten av Gao Yang (高洋), som grundade Norra Qidynastin.